# Déportation d'Azerbaïdjanais d'Arménie
 ({{{date}}}).
L'expulsion des Azerbaïdjanais d'Arménie a été un acte de réinstallation forcée et de nettoyage ethnique tout au long du XXe siècle. Avant la révolution d'Octobre, les Azerbaïdjanais représentaient 43% de la population d'Erevan. 
La population de Tartar (c'est-à-dire les azerbaïdjanais) a subi un processus de migration forcée depuis le territoire de la Première République d'Arménie, puis plus tard dans la RSS d'Arménie, à plusieurs reprises au cours du XXe siècle. Selon la politique stalinienne, environ 100 000 Azerbaïdjanais ont été expulsés de la RSS d’Arménie en 1948. 

## Début duXXesiècle
En raison du conflit interethnique arméno-azerbaïdjanais du début du XXe siècle, ainsi que de la politique coordonnée de nettoyage ethnique des nationalistes arméniens et azerbaïdjanais, une partie importante de la population arménienne et azerbaïdjanaise  a été chassée du territoire des républiques d'Arménie et d'Azerbaïdjan. À partir du milieu de 1918, les forces paramilitaires arméniennes ont joué un grand rôle dans la destruction des colonies musulmanes à Zangezur et le nettoyage ethnique de la région sous la direction du général Andranik Pacha. Le commandement britannique, qui avait ses propres objectifs politiques, n'a pas permis à Andranik d'étendre son activité au Karabakh.

## Statistiques démographiques des Azerbaïdjanais en Arménie

### Chronologie
- 1947 - Résolution du Conseil des ministres de l'Union soviétique sur la réinstallation des Azerbaïdjanais de la RSS d'Arménie à la RSS d'Azerbaïdjan
- 1947-1950 - Expulsion d'Azerbaïdjanais de la RSS d'Arménie
- Novembre 1987 - Assaut sur des Azerbaïdjanais dans le district de Kapan en Arménie
- 25 janvier 1988 - Les Azerbaïdjanais sont chassés du district de Kapan en Arménie
- 21 février 1988 - Début des manifestations de masse à Erevan
- Novembre 1988 - Déportation massive d'Azerbaïdjanais d'Arménie[6]

Nombre d'Azerbaïdjanais en Arménie:

|                                                                                       | 1926          | 1939            | 1959           | 1970           | 1979           | 1989          | 2001      |
| Azerbaïdjanais (nombre de personnes et leur pourcentage dans la population d'Arménie) | 84,705 (9.6%) | 130,896 (10.2%) | 107,748 (6.1%) | 148,189 (5.9%) | 160,841 (5.2%) | 84,860 (2.5%) | 29 (0.0%) |